# Literatura en danés

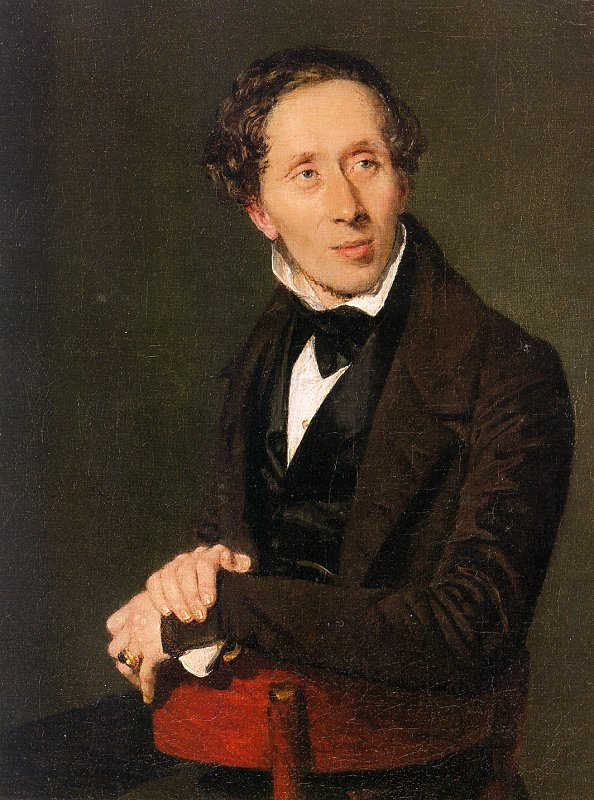
Retrato de Hans Christian Andersen en 1836. Andersen es sin duda el autor más conocido de la literatura danesa.

Como literatura en danés, a menudo también llamada literatura danesa o literatura de Dinamarca, se entiende aquella escrita originalmente en lengua danesa, a la que no solo pertenecen autores de Dinamarca, sino también otros de Noruega o de Schleswig, en Alemania, por ejemplo. La literatura en danés se considera parte de las literaturas escandinavas.

## Primeras manifestaciones
Se consideran como las obras más antiguas de la literatura danesa las baladas nacionales y sobre héroes (Kæmpeviser) de la Edad Media; estas obras se pueden rastrear hasta finales del siglo XI. Debido a que fueron fijadas por escrito medio milenio más tarde y, por lo tanto, sufrieron un largo proceso de transmisión oral que debió producir importantes cambios en el contenido, la cuestión de si el origen es danés o nórdico ya nunca podrá ser decidido con seguridad. Estas canciones tratan generalmente sobre las sagas de héroes y sobre la naturaleza, tratan de la vida y los hechos de los caballeros, de nixes, kobold y otros seres mágicos; pero también de personajes históricos y acontecimientos de la época.
Inicialmente, estas obras no se cantaban entre el pueblo, sino más bien en los ambientes en que se movían los caballeros; pero se puede demostrar que se extendieron rápidamente y se cantaban por ejemplo durante fiestas populares. Las baladas se reunieron y fijaron por escrito solo a finales del siglo XVI, por Anders Sørensen Vedel (Hundrede Viser med oplysende Anmærkninger, «Libro de cien baladas», 1591); más tarde, la obra sería revisada por Peter Syv, Werner Hans Abrahamson, Knud Lyne Rahbek, Rasmus Nyerup y Jens Rasmussen, de forma que en la actualidad incluye unas 450 baladas de este tipo.

## Edad Media

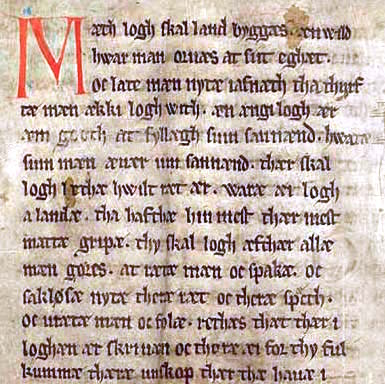
Texto del manuscrito Codex Holmiensis, que contiene las leyes de Jutlandia (Jyske Lov).

Mucho más importantes como monumentos a la lengua y la cultura densas son las compilaciones de leyes. Sobre todo el creciente poder de la iglesia y las mayores necesidades del clero hicieron pronto necesario fijar el Derecho canónico; así como las continuas disputas entre el estado por un lado y la nobleza y el clero por otro hicieron necesario fijar las leyes seculares. A ello se unió que, desde principios del siglo XII, muchos nobles viajaron para estudiar a las universidades de  París y Bolonia, ocupándose del estudio del derecho canónico y romano, y que a su vuelta reorganizaron el derecho danés.
Así apareció en 1162 el derecho canónico de Escania y en 1170 el de Selandia, ambos en lengua danesa. Estas compilaciones se basan en los mismos principios que el derecho canónico de otros países que aparecieron en la misma época, pero procuran adaptarse a la situación particular del país. Esto es todavía más cierto para las compilaciones de leyes seculares que estaban siendo editadas durante esa misma época, como las de Escania (Skaanske Lov) en 1160, de Selandia (Sjællandske Lov) del rey Valdemar I en 1170 y sobre todo las de Jutlandia (Jyske Lov), que fueron firmadas en 1241 en las cortes de Vordingborg y que conforman la base del derecho danés moderno.

## sigloXV
A excepción de los dos grupos de textos mencionados anteriormente y una «crónica rimada danesa» de la segunda mitad del siglo XV, prácticamente todos los textos anteriores a la Reforma protestante se escribían en latín. Casi todos procedían de monasterios y trataban temas religiosos e históricos. Estos textos no tuvieron mayor influencia sobre el desarrollo de la literatura o la vida intelectual danesa.
Incluso la Reforma no introdujo un renacimiento de la literatura en danés. A pesar del poder disminuido de la iglesia y por lo tanto del latín como lengua escrita, fue el alemán el que ganó importancia como lengua culta. Clave en la influencia del alemán fue Federico I de Dinamarca (1523-33), en cuya corte era lengua oficial y que invitó a eruditos alemanes a visitar Dinamarca, por lo que el danés se perdió casi totalmente en los estamentos más altos.
Tras la muerte de Federico I, estalló una guerra civil que dio una base a la conciencia nacional. Sobre todo Christiern Pedersen (1480-1554), que es llamado con toda razón el padre de la lengua danesa escrita, trabajó en ese sentido. Pedersen, que había estudiado en París, se implicó en la defensa de la lengua danesa como canciller del arzobispo  Johan Vese. Debido a sus simpatías por el rey preso  Cristián II, en 1528 Pedersen tuvo que huir a Alemania. Allí visitó a Lutero en Wittenberg, que lo ganó para la Reforma. Todavía en Wittenberg comenzó a traducir la Biblia al danés y al año siguiente pudo publicar el Nuevo Testamento danés en Amberes. En 1531 Pedersen publicó una colección de salmos y diversos panfletos que mantuvo en el estilo de Lutero.

## sigloXVI
Si se comparan los escritos de Pedersen con otros editados en la época, como por ejemplo la traducción del Nuevo Testamento de Hans Mikkelsen editada en 1524, se ve inmediatamente la maestría con la que Pedersen dominaba su lengua, el danés. Los escritos de Pedersen consiguieron tal atención que se le permitió en 1532 la vuelta a su patria.
Pedersen se asentó en Malmoe y fundó una imprenta de libros. De esta forma, pudo imprimir muchos textos populares: por ejemplo, diversas historias populares, muchos pequeños textos religiosos, un libro de medicina para el pueblo y finalmente en 1550 la traducción completa de la Biblia, que fue considerada durante mucho tiempo como una obra maestra sin parangón.
Entre los contemporáneos de Pedersen destaca sobre todo el obispo Hans Tausen (1494-1561). Tausen también publicó principalmente obras religiosas; como su obra maestra, aparte de una historia de la Pasión, hay que mencionar la edición corregida de un himnario danés editado en 1544 en Malmoe. El himnario solo estuvo vigente 25 años, pero fue considerado un ejemplo para escritores posteriores durante mucho tiempo.

## sigloXVII

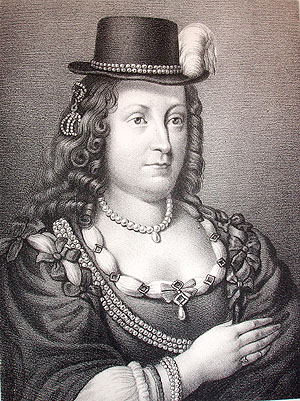
Leonora Christina Ulfeldt de Schleswig-Holstein.

Así, Thomas Kingo (1634-1703), lo empleó como base para su Himnario oficial para Dinamarca y Noruega publicado en 1689. El de Kingo es uno de los himnarios más hermosos que tienen la Iglesia evangélica danesa. También el reformador Frans Vormordsen (1491-1551) había traducido los Salmos de David y el Catecismo de Lutero.  Otros autores que se basaron en Pedersen fueron  Anders Arrebo (1587-1637) y Arild Hvitfeld (1549-1609), que publicó una Danmarks Riges Krönike o crónica histórica de Dinamarca en diez tomos (Copenhague, 1595-1604). Es importante la obra en prosa de Leonora Christina Ulfeldt (1621-1698), hija del rey Christian IV, en especial su Jammersminde, memorias autobiográficas de los veintidós años que pasó presa en una torre y que no llegó a publicarse hasta el año de 1869. En el terreno poético destaca Anders Bording (1619-1677), que publicó durante catorce años un periódico mensual, el Den Danske Mercurius, en verso alejandrino. Pero a pesar de los esfuerzos de todos estos autores y de muchos otros, la lengua danesa mantuvo su pobre imagen entre las clases más altas.

## sigloXVIII

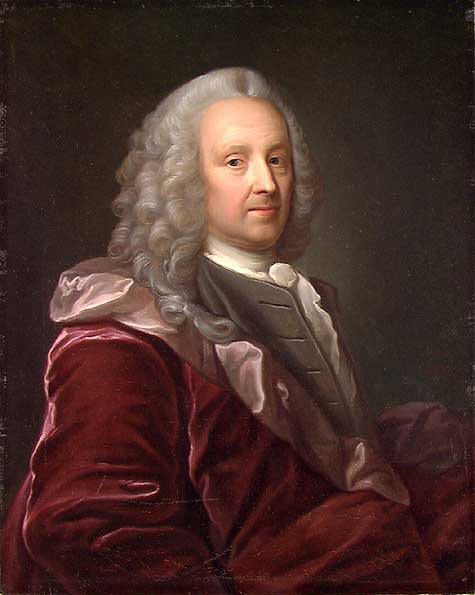
Ludvig Holberg (1684-1754).

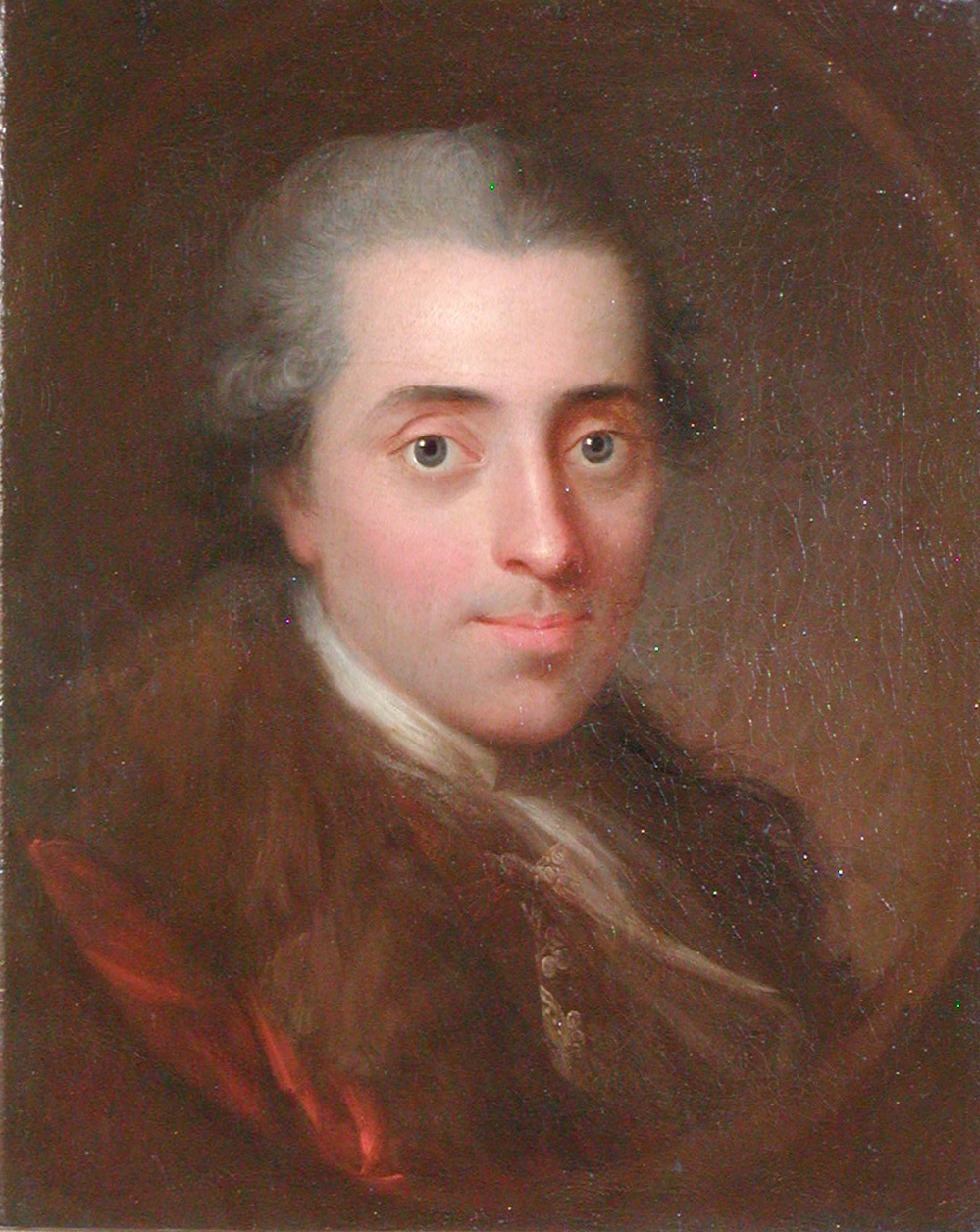
Johannes Ewald (1743-1781).

El escritor Ludvig Holberg (1684-1754) inauguró una nueva era en la literatura danesa. No solo es el fundador del teatro moderno danés, sino del teatro escandinavo. Sin modelos locales en los que basarse y perseguido por las burlas del «público culto», en pocos años consiguió establecer un teatro danés independiente. 
Su influencia se extendió a Alemania y algunas de sus obras, como Jeppe paa Bjerget («Jeppe de la montaña»), Den politiske Kandestøber («La regadera política»), Erasmus Montanus o Jean de France, fueron muy representadas; de hecho, algunas de sus obras todavía se representan en Dinamarca a día de hoy. 
Influenciado por ideas del Humanismo y la Ilustración, su teatro es similar al de Molière, cuya influencia se puede rastrear en algunas obras. Holberg toma sus temas de la sociedad contemporánea, cuya insensatez sabe presentar con humor. Sobre todo se burla con genio de la adicción a hablar otras lenguas e imitar costumbres extranjeras. De esta forma, a través de la sátira, consiguió lo que sus predecesores no habían conseguido con la erudición: el danés ganó en prestigio y se convirtió en la base a partir de la que pudo florecer una nueva literatura en danés.
El dramaturgo Johannes Ewald (1743-1781), a pesar de su muerte prematura, fue de importancia capital para la literatura en danés. Sus méritos están principalmente en su poesía, aunque sus tragedias no desmerecen por ello. Así como Holberg es el padre de la comedia danesa, Ewald es el padre de la tragedia danesa. 
Alrededor de estos dos grandes hombres se reunieron una serie de autores menores, como Christian Falster (1690-1765), que escribía sátiras mordientes e ingeniosas; Christian Braunmann Tullin (1728-1765), sobre todo con sus poemas didácticos, pero que también escribía sátiras; Hans Adolph Brorson (1694-1764), cuyo Troens rare Klenodie («La rara joya de la fe») es uno de los más hermosos poemas religiosos escritos en Dinamarca.
Tras la muerte de Holberg y Ewald, una nueva generación de autores continuó su obra en danés, de los que el más importante fue el noruego Johan Herman Wessel (1742-1785), que emplea en sus escritos numerosas expresiones y giros noruegos, pero que está más cerca de la literatura danesa que de la noruega. Wessel se había trasladado de muy joven a Dinamarca y allí había encontrado una literatura que ya estaba abandonando el camino autóctono señalado por Holberg y Ewald. 
Al igual que Alemania y otros países centroeuropeos, el drama clásico francés estaba ganado adeptos y Wessel se opuso a su influencia, empleando las armas de la sátira. Así escribió la tragedia Kjærlighed uden Strømper («Amor sin calzas», 1772), una parodia única en su estilo. 
Con ello convirtió en imposible la introducción de dramas franceses en Dinamarca; pero no tuvo la fuerza suficiente para convertirse en el heredero de Holberg y Ewald. Sus problemas financieros lo llevaron a la bebida, lo que causó su muerte a los 43 años, quedando Kjærlighed uden Strømper como su obra maestra. Con su muerte se cierra un periodo de brillantez de la literatura en danés.

## sigloXIX

### Cambio de siglo
La época que siguió a la muerte de Wessel hasta principios del siglo XIX, prácticamente no produjo obras memorables. Su principal característica es un excesivo racionalismo y patriotismo, un arribismo repugnante y la resultante fue una polémica de todos contra todos. La mezcla de política y literatura, en la que a menudo la política era el elemento dominante, no debe extrañar en una época que siguió a las brillantes carreras de Brandt y del médico Johann Friedrich Struensee (1737-1772); un cualquiera soñaba con el sillón de ministro.
Una honrosa excepción fue Peter Andreas Heiberg (1758-1841). A pesar de que su fuerte también estaba en la polémica, por lo menos su objetivo no era beneficiarse personalmente. Al contrario, su posición contraria a los reaccionarios, que llegaron a conseguir la abolición de la libertad de prensa, tuvo como consecuencia que, tras varios procesos políticos, fue expulsado del país en 1799. Un alma gemela fue el geógrafo Conrad Malte-Brun (1775-1826). A los 19 años Malte-Brun ya editaba un periódico, Vækkeren, en el que defendía los principios de la Revolución Francesa. Tras la prohibición de la revista, publicó Jerusalem Skomagers Reise til Maanen y Aristokraternes Katekismus en 1796, fundando de nuevo una revista llamada Fluesmækkeren, que lo llevó antes los tribunales; evitó el proceso huyendo a París. Allí alcanzó fama como geógrafo bajo el nombre de Malte-Brun.
Otro autor muy conocido de la época fue Knud Lyne Rahbek (1760-1830), que ha alcanzado fama sobre todo como esteta, pero que permaneció alejado del público los 30 últimos años de su vida. Editó con el noruego Kristen Pram (1756-1821) la revista esteticista Minerva (1785-89 y 1791-1806), a través de la que participó activamente en las polémicas de la época y desde la que ejerció una influencia nada despreciable. Finalmente se pueden mencionar a Ole Johan Samsö, autor de la obra de teatro Dyveke; Christian Levin Sander, cuya tragedia Niels Ebbesen fue recibida con gran entusiasmo y sirvió de modelo durante mucho tiempo; el poeta Thomas Thaarup (1749-1829); y, como nexo de unión con el siguiente periodo gracias a su talento lírico y cómico, Jens Baggesen (1764-1826).

### La edad de oro: el Romanticismo

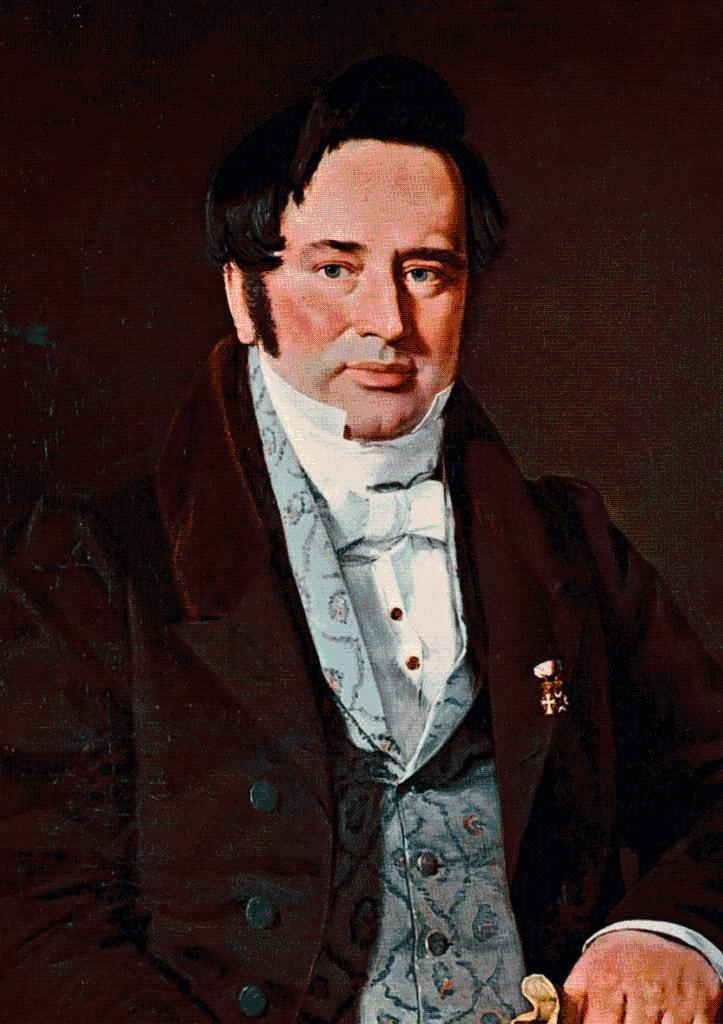
Adam Oehlenschlaeger (1825)

A principios del siglo XIX la literatura en danés tomó una nueva dirección. Influenciada por el estudio de Baggesen sobre Immanuel Kant y Johann Gottlieb Fichte, los escritos del filósofo noruego Heinrich Steffens (1773-1845) sobre Friedrich Wilhelm Joseph Schelling, y en parte también por la estricta censura introducida en 1799, nuevos ideas llegaron desde el sur a la literatura. 
Si a finales del siglo XIX los autores se habían dedicado a discutir cuestiones estéticas insignificantes o teorías racionalistas insustanciales con un afán infantil, a principios del XX comienza un periodo de estudio científico serio y provechoso. Pero, aparte de esta aspiración que naturalmente solo podían perseguir las clases más altas, también entre el pueblo se extendía una nueva mentalidad. 
Por otra parte, también tuvieron una influencia decisiva los acontecimientos políticos que habían sacudido Europa a finales del siglo anterior: la participación de Dinamarca en las Guerras napoleónicas, la retirada de la flota danesa por parte de los ingleses, la guerra con Suecia (1808) y la pérdida de Noruega (1814), todo ello había contribuido a expandir las ideas liberales y un mayor sentido nacional.
Quien mejor expresó este ambiente, y que por lo tanto se convirtió en la cabeza de la nueva escuela, fue Adam Oehlenschläger (1779-1850). Convertido al Romanticismo alemán por Steffens, en 1802 comenzó a escribir poesía («Digte», «Freias Alter», «Langelandsreisen» y «Jesu Liv i den tilbagevendende Natur») y épica («Thors Reise til Jotunheim» y «Vaulundurs Saga»), pasando luego a la tragedia romántico aventurera con Aladdin eller den vidunderlige Lampe. En el teatro consiguió sus mayores éxitos, así con Hakon Jarl (1807), Baldur hin Gode (1807), Palnatoke (1807) y Axel og Valborg (1808). Hasta la década de 1970, Oehlenschläger fue considerado en Dinamarca como el mejor autor que haya dado la literatura escandinava.
Su principal rival fue Nikolai Frederik Severin Grundtvig (1783-1872), que escribió una gran obra épica inspirado en las sagas nórdicas, Optrin af Kæmpelivets Undergang i Norden (1808), pero a pesar de ello no consiguió mucho éxito como poeta y escritor. Más éxito tuvo como teólogo y más tarde como luchador por las libertades. Otro poeta similar e igualmente con talento fue Adolph Wilhelm Schack von Staffeldt (1769-1826), que a pesar de la profundidad de su pensamiento y su gran fantasía pasó desapercibido, siendo descubierto mucho más tarde por el crítico literario Georg Brandes (1842-1927), que reconoció su valía. La luz de Oehlenschläger brillaba tan fuerte, que otras luces a su lado apenas eran apercibidas. 
Bernhard Ingemann (1789-1862) se distingue del grupo anterior. Ingemann fue durante décadas el novelista más solicitado de Dinamarca y todavía hoy es uno de los favoritos de los adolescentes. Sus novelas se basan en acontecimientos históricos, que modifica con gran libertad según sus necesidades.; además escribió novela corta y poemas, de los que los de tipo religioso han tenido éxito. Como opositor de Ingemanns y Grundtvigs apareció Johan Ludvig Heiberg (1781-1860). su expresión ingeniosa y su dominio ligero de la lengua hacen que sus obras sean aceptadas con facilidad. Sus mayores éxitos los consiguió como dramaturgo, sobre todo como libretista de vodevil; pero también es apreciado como poeta. 
Heiberg también compuso la obra de teatro nacional romántica Elverhøi (1828), que tuvo muchísimo éxito en su momento y que se sigue representando hasta nuestros días. También como director del Teatro Real de Copenhague, en el que su esposa trabajó durante muchos años como la mejor actriz del norte, también influyó de manera importante la apreciación por el teatro danés.
También el profesor Carsten Hauch (1791-1872) tuvo éxito con sus novelas y dramas, y contribuyó considerablemente con sus argumentos estéticos al afinado del gusto poético. Mayor ventura tuvo el pastor Steen Steensen Blicher (1782-1848), que conquistó los corazones del pueblo gracias a sus novelas cortas de tema jutlandés, siendo uno de los primeros escritores que usaron dialecto en sus obras. Influenciado por Blicher y por Ingemann en un 50%, «Etlar Carit», seudónimo de Carl Brosbøll (nacido en 1820), representa hoy en día todavía la llamada «escuela vieja».
Entre los escritores de la novela corta destacan Thomasine Gyllembourg-Ehrensvärd (1773-1856), madre de Heiberg, que debutó a los 53 años en la revista de su hijo Flyvende Post con el relato En Hverdagshistorie y pronto consiguió hacerse un nombre en la historia de la literatura danesa. Andreas Nikolai de Saint-Aubain (de seudónimo «Carl Bernhard», 1798-1865) está relacionado con ella en más de una forma, pero que no llega a la profundidad de sentimiento de la primera. Christian Winther (1796-1876) consiguió más popularidad que los dos anteriores. Cantó la vida en el campo, escribiendo numerosas novelas y poemas líricos, en los que se unen de forma acertada en un todo armónico la verdad, autenticidad y profundidad. Su obra más conocida es la epopeya romántica Hjortens Flugt (1856). Winther es sin duda el que, sin haber sido discípulo directo de Heiberg, consiguió establecer de forma general sus bases estéticas. 
Otro escritor de importancia fue Henrik Hertz (1798-1870); pretendía revivir la musa de Baggesen y en consecuencia con su obra Gjengangerbreve (1830) entró en una fuerte polémica con Oehlenschläger y Heiberg. También es conocido como dramaturgo por su romántico Kong René’s Datter y diferentes otras obras de calibre ligero. Con Thomas Overskou (1798-1874) el teatro danés ganó a un dramaturgo capaz y a menudo ingenioso, mientras que con las comedias de estudiantes de Jens Christian Hostrups (1818-1892) las artes escénicas ganaron un campo nuevo y fértil.
Todos estos autores se quedan pequeños ante la estatura de Hans Christian Andersen (1805-1875), que en sus mundialmente famosos cuentos consigue instilar poesía en los sucesos y fenómenos más insignificantes. Igual de candorosos e ingeniosos que sus cuentos, los poemas líricos de Andersen también tuvieron una buena aceptación. En cambio, como novelista y dramaturgo no tuvo mucho éxito; incluso su novela O. T. (Odense Tugthus) solo levantó un interés temporal entre los lectores daneses.
Más rico en ideas y profundo, pero precisamente por ello menos accesible al público que Andersen, fue Frederik Paludan-Müller (1809-1876). Debutó en 1832 con la obra de teatro romántica Kjærlighed ved Hoffet («Amor en la corte») y a partir de entonces escribió sin orden alguno obras de teatro líricas y románticas, cuentos rimados, relatos poéticos, poemas épicos, líricos y didácticos. Con distancia, entre la sorprendente productividad del autor, destaca la impresionante epopeya Adam Homo, cuya primera parte apareció en 1841 y cuyo fin se editó en 1848. Es una obra muy extensa, y por ello a veces cansina, pero está llena de pensamientos profundos y por lo tanto muy original, de forma que apenas existen paralelos en la literatura.
Otro literato extraordinario es Erik Bögh (1822-1899), aunque en un sentido completamente distinto que Paludan-Müller. Le caracteriza sobre todo la ligereza y amenidad de sus escritos, en los que nunca desaparece el humor. Es conocido principalmente como folletinista y se puede decir que en la década de 1860 dominaba como tal el gusto de los círculos literarios de Copenhague prácticamente en exclusiva. En todos los sentido estrictamente conservador, fue uno de los más feroces opositores de Georg Brandes y de la nueva corriente literaria que representaba. 
Sus obras más conocidas son Forelæsninger y los folletines reunidos bajo el título Dit og Dat. Además, tradujo unas 100 obras de teatro al danés, además de escribir algunas originales, entre los que merecen ser mencionadas Fastelavnsgildet y Huldrebakken. Tras el éxito de la nueva corriente literaria se retiró de la vida pública casi por completo. Otro enemigo irreconciliable de la nueva escuela fue Parmo Carl Ploug (1813-1894), el principal representante y cantor del llamado «Escandinavismo», una corriente política que pretendía un mayor acercamiento de los tres reinos escandinavos.
Mejor que Bögh y Ploug es Christian Knud Friedrich Molbech (1821-1888), también representante de la vieja escuela. Sus poemas líricos son quizás los más logrados y en cualquier caso lo que mejor suenan de lo que se ha escrito en esta dirección en danés. También destaca como dramaturgo; así, por ejemplo, su drama Dante posee una fuerza dramática y un conocimiento del escenario como pocos escritores daneses han conseguido. También su Ambrosius posee muchos momentos hermosos, aunque el sentimentalismo del héroe pueda resultar algo desagradable. 
Además, Molbech es conocido por una excelente traducción de la Divina comedia de Dante. Menos conocido y multifacético, pero importante entre los novelistas es Vilhelm Bergsøe (nacido en 1835). Inicialmente era zoólogo, pero tras problemas con sus ojos, que perdieron visión, abandonó ese trabajo y se dedicó a la literatura. Su primera obra de importancia fue el ciclo de historias cortas Fra Piazza del Popolo; pero solo consiguió el éxito con la novela Fra den gamle Fabrik.
Una posición especial en la literatura en danés es la de Meir Aron Goldschmidt (1819-1887). Ya con 21 años fundó el semanario satírico Corsaren, cuyo objetivo no declarado era propulsar el derrocamiento del absolutismo entre el pueblo y que enseguida consiguió una gran influencia. Pero el intrépido autor no se dio por satisfecho; realizó un largo viaje por el extranjero para estudiar los movimientos políticos y sociales, y fundó tras su vuelta en 1847 la revista mensual Nord og Syd, que más tarde fue continuada bajo el nombre Ude og Hjemme. A través de estas revistas, que editaba con mucho ingenio, tuvo una enorme influencia sobre el pensamiento contemporáneo. Más tarde se redujo exclusivamente a su producción literaria y escribió una serie de novelas e historias cortas, así como una obra en dos tomos titulada Livs-Erindringer og Resultater. En esta última obra se inclina hacia un curiosos misticismo, que tiene su pensamiento más próximo en la obra del filósofo Eduard von Hartmann.
Poco leído, pero que en cualquier caso merece la pena, fue Hans Peter Holst (nacido en 1811), que como escritor de lírica y epopeyas produjo muchos textos hermosos, además de producir algunas historias cortas; también Hans Vilhelm Kaal (nacido en 1818), cuyas antologías poéticas Et Foraar y Et Efteraar a penas contienen poemas que no merezcan su puesto en el libro. Además se debe mencionar al poeta lírico Emil Aarestrup (1800-1856), al novelista Herman Frederik Ewald (1821-1908) y al traductor de Shakespeare Edvard Lembcke (1815-1897).

### La eclosión moderna

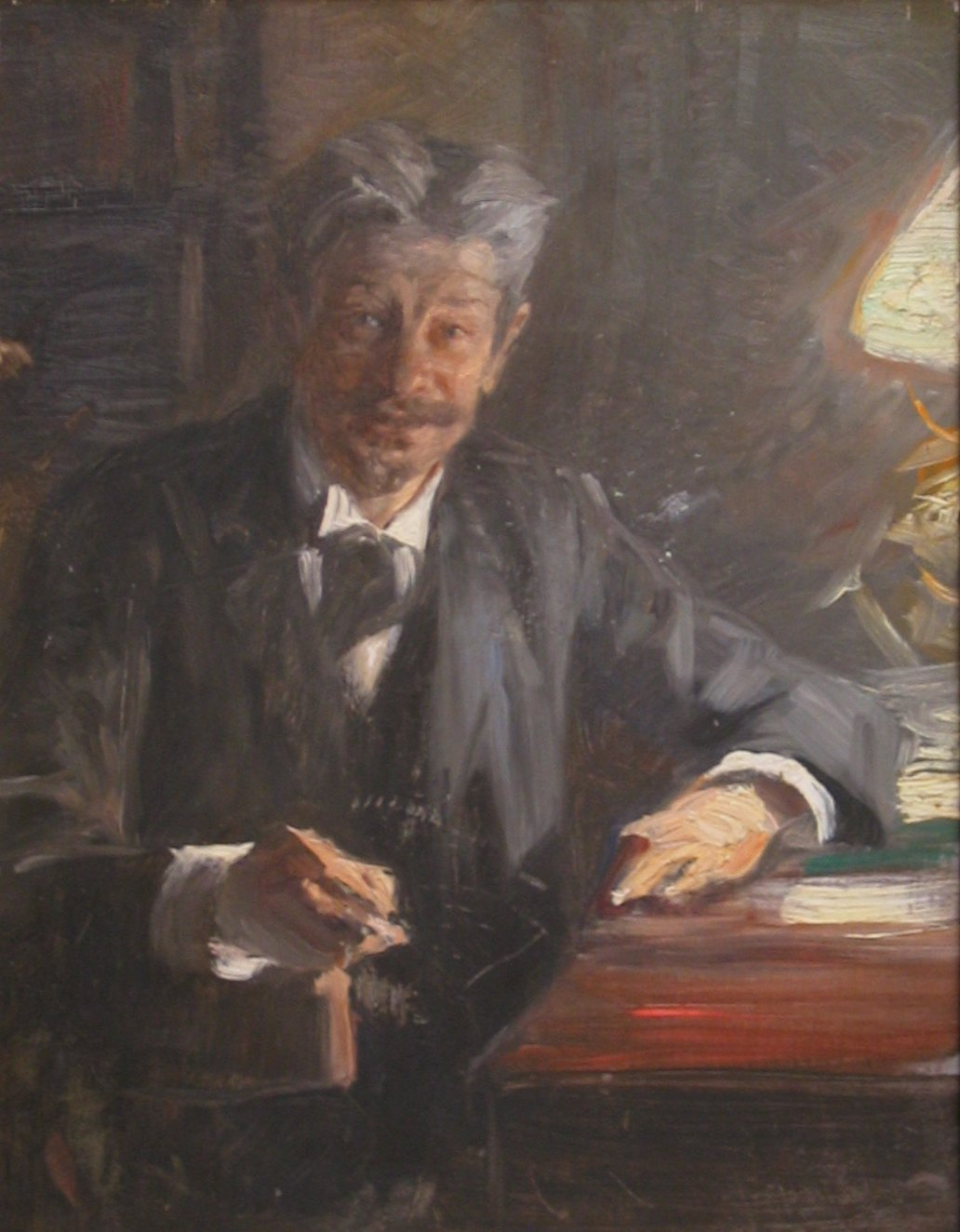
Georges Brandes, cuadro de 1900 de Peder Severin Krøyer.

Con el estallido de la Primera Guerra de Schleswig en 1848, se originó tal odio a los alemanes que el intercambio intelectual con Alemania prácticamente se paralizó. En consecuencia, Dinamarca cerró la principal vía de entrada de las nuevas corrientes literarias internacionales. Este aislamiento fue justificado rechazando todo lo que no fuese escandinavo; todo lo que fuese nórdico era considerado medio sobrenatural y «la fuerza nórdica, que hubiese podido dominar la tierra» era loada como única forma de conseguir la victoria. 
Esta idea fantástica de la alta misión de los pueblos escandinavos en la historia mundial formaba parte del pensamiento de casi todas las mentes educadas y naturalmente también fue expresada en la literatura y especialmente en la poesía. Así, la principal corriente dentro de la literatura de las décadas de 1950 y 60 fue la de la insustancialidad autóctona que se suele denominar «Escandinavismo». La corriente se origina en el entusiasmo por el pasado nórdico, que comenzó en Dinamarca con los escritos de Adam Oehlenschläger y en Suecia con los de Per Henrik Ling (1776-1839), Esaias Tegnér (1782-1846), Erik Gustaf Geijer (1783-1847), entre otros.
Como reacción natural apareció una corriente contraria, una reacción que se dirigía contra ese nacionalismo reduccionista con una vago cosmopolitismo, que es el equivalente local del Naturalismo, la llamada «eclosión moderna», Det Moderne Gennembrud. La transformación se produjo hacia principios de la década de 1870, sobre todo bajo la influencia de Georg Brandes. Brandes lo consiguió sobre todo a través de una serie de conferencias que realizó en el invierno de 1871/72 sobre las «Principales corrientes en la literatura del siglo XIX» y que más tarde aparecerían en forma impresa. 
En estas conferencias señalaba que en otros países, concretamente en Francia, Alemania e Inglaterra, ya se había superado hacía tiempo la reacción contra la literatura de la Ilustración que había aparecido a principios de siglo, pero que en Dinamarca, al igual que en los demás países escandinavos, esa reacción todavía estaba en plena efervescencia. Se produjo tal tumulto con sus discursos, que Brandes prefirió dejar el país. Pero la semilla ya estaba germinando y Brandes no dejó de defender su punto de vista desde Berlín, donde se había asentado y desde donde él y su hermano Edvard Brandes editaban la revista Det nittende Aarhundrede. De esta forma consiguió formar una escuela en pocos años, que se convirtió en la dominante no solo en Dinamarca, sino también en Noruega y Suecia.
Uno de los primeros y más destacados seguidores de Brandes fue el botánico Jens Peter Jacobsen (1847-1885), que hasta el momento solo había destacado como defensor de la teoría de la evolución de Darwin y como traductor de sus obras. Su primera novela corta, Mogens (1872), es de cierta forma el mojón que marca el límite entre las corrientes más viejas y las más modernas en el Norte. Posteriormente escribiría otras novelas cortas, que reunió en un volumen con Mogens, titulado Mogens og andre Noveller, además de dos novelas, Fru Marie Grubbe y Niels Lyhne. Su delicada salud y problemas financieros tuvieron como consecuencia que en los últimos años de su vida no tuviera más producción literaria. Sin embargo, debe ser considerado el principal representante de la escuela naturalista en Dinamarca, ya que su escasa producción sigue siendo única en su género.
Además de Jacobsen, merece ser destacado el pintor de paisajes marinos Holger Drachmann (1846-1908). Es el más dotado representante de la corriente moderna, pero la ligereza con la que escribía, le llevaba no pocas veces a editar obras que posiblemente habría reelaborado de haberlas revisado con más cuidado. Pero no hay casi ninguna de todas sus numerosas obras que no revelan al genial autor. En sus últimos años, Drachmann se alejó de los «brandesianos» (Skyggebilleder fra Rejser i Ind- og Udlandet, 1883), sin que por ello volviese al bando de los románticos, como afirmaban sus críticos en la época. Otra personalidad muy interesante es el pedagogo Sophus Schandorph (1836-1901). Schandorph es el único que tanto habla de la vida en el campo en Seelanda, como de la burguesía en Copenhague. Sus Smaafolk, Thomas Fris's Historie, Stine bliver Gaardmandskone, Kjærlighed paa Trommesalen (en Novelletter) y Et Levnetsløb fortalt paa Kirkegaarden (en Fem Fortællinger) son auténticas perlas.
Otro autor con talento fue Herman Bang (1857-1912), pero su excéntrica personalidad parece haber evitado la necesaria profundidad en sus obras. Fue novelista, dramaturgo, actor, recitador, orador itinerante y folletinista, y, cuando consiguió asentarse, contribuyó de forma importante en todos estos campos. Dentro del teatro, Edvard Brandes (nacido en 1847), hermano de Georg Brandes, es el principal representante de esta corriente. Se le nota bastante la influencia de Henrik Ibsen (1828-1906), pero esto es más en relación con los temas tratados que a la forma en que los trata. Su obra más destacada sería Et Besøg; además escribió Lægemidler, Gyngende Grund y Et Brud. También Peter Nansen (1861-1918) fue un joven dramaturgo interesante.

## sigloXX

### Tendencias anteriores a la II Guerra Mundial

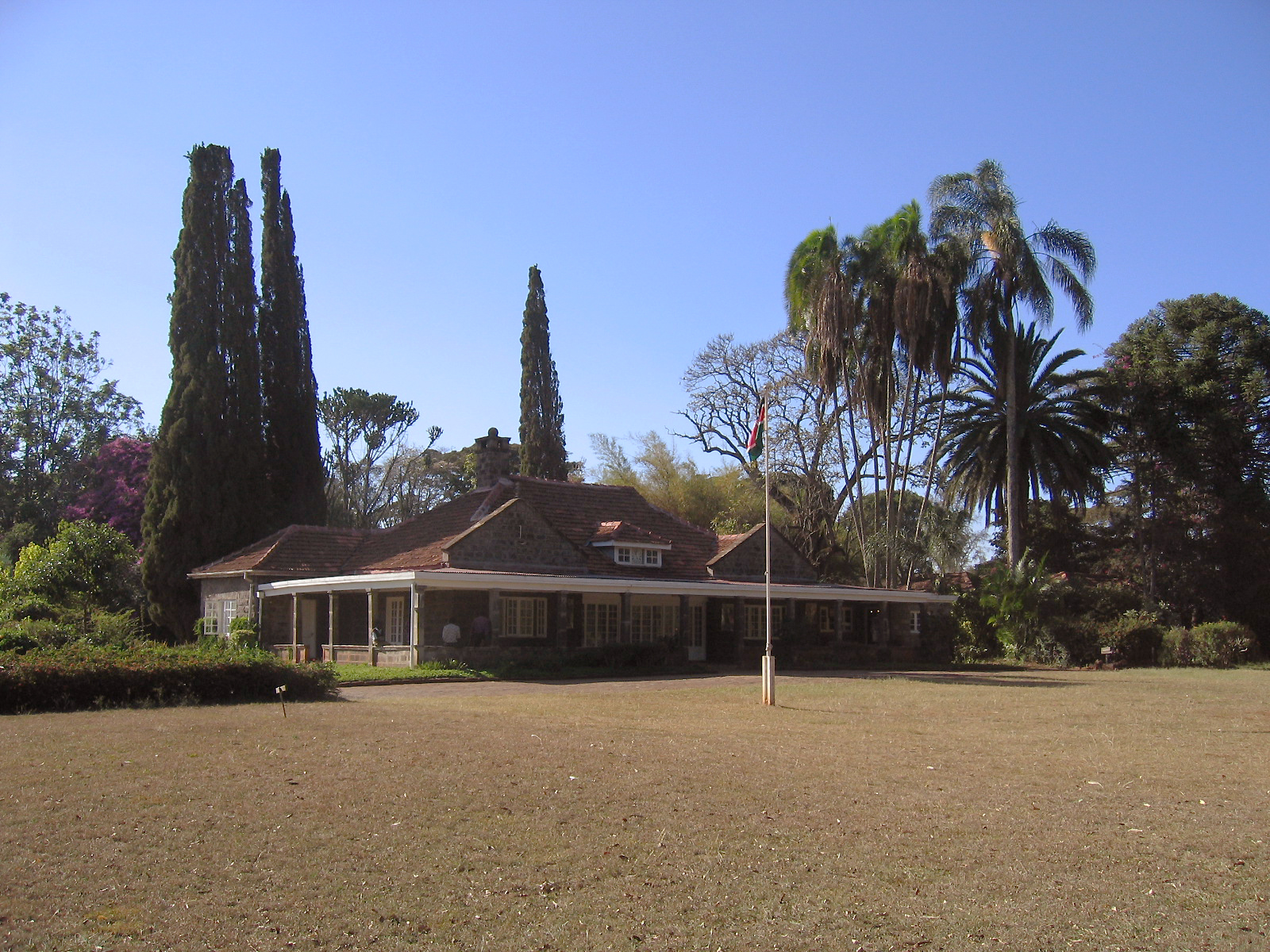
Casa de Karen Blixen cerca de Nairobi, actualmente un museo.

El siglo XX comenzó con reacciones contra el movimiento naturalista, acercándose al nacionalismo. Pelle Erobreren (Pelle el conquistador) de  Martin Andersen Nexø rompió moldes al presentar a la clase trabajadora, sobre todo a la mujer. El periodo también vio la introducción de un acercamiento regional a la literatura por escritores como Jeppe Aakjær (1866–1930) de Jutlandia y su esposa Marie Bregendahl. Más enfocado a problemas personales, Johannes Jørgensen (1866–1956) y el Premio Nobel Johannes Jensen (1873–1950) trajeron una nueva dimensión a su poesía, desplazándose del lirismo hacia el significado de la existencia.
Karen Blixen (1885–1962), que también usaba el seudónimo Isak Dinesen, fue una autora inusualmente sensible, escribiendo tanto en inglés como en danés, y a menudo adoptando un estilo de cuento de hadas. Su primer éxito, el enigmático Siete cuentos góticos, fue publicado en los Estados Unidos en 1934. Otras obras importantes incluyen sus memorias Memorias de África (1937), recordando sus experiencias en Kenia, y dos colecciones de historias cortas, Cuentos de invierno (1942) y Últimos cuentos (1957).
Por otra parte, el dramaturgo Kaj Munk (1898-1944), pastor luterano sumamente conservador, expresó en su teatro, de aire romántico e inspirado en Carlyle, su fe en los héroes cuyo sacrificio redunda en el bien colectivo y se opuso a la dominación nazi del país claramente en dos de sus obras, llegando a ser asesinado por la Gestapo en 1944, como uno cualquiera de sus héroes.

### Tras la Guerra

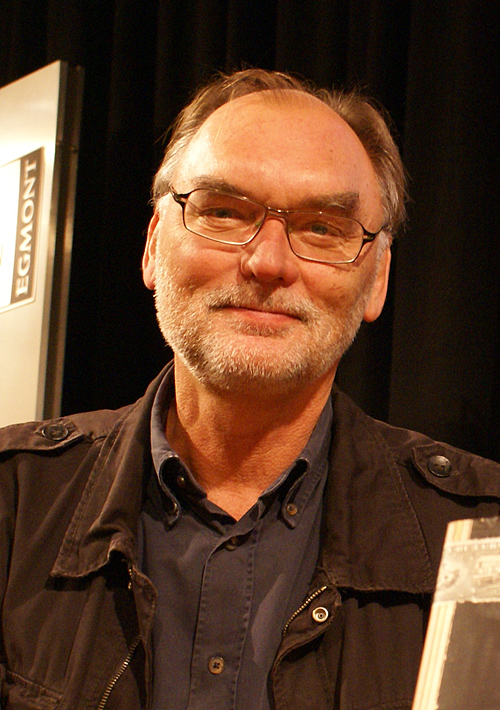
Leif Davidsen.

Tove Ditlevsen (1917–1976) fue una importante poeta, además de novelista, ensayista y< escritor de historias cortas. Se convirtió en una de las escritoras más leídas en Dinamarca. Conocida por sus relatos de su vida privada en los barrios más pobres de Copenhague, realizados en un estilo directo y honesto, Ditlevsen fue muy popular en la década de 1940 hasta su trágico suicidio en 1976. Entre sus obras más populares esta su novela autobiográfica Barndommens Gade (1943) y sus brutalmente honestas memorias Det tidlige forår (1976).
Klaus Rifbjerg (nacido en 1931) ha publicado más de 100 novelas, así como poesía, historias cortas y guiones para la televisión. En su novela Den kroniske uskyld (Inocencia crónica: 1958) sobre una generación que tienen problemas con su desarrollo personal y su sexualidad, Rifbjerg creó una imagen de sí mismo como autor provocador y escandaloso. La novela, convertida posteriormente en un clásico, es la primera señal clara en la obra de Rifbjerg que trata sobre la pubertad, un tema que reaparece a menudo en su obra.
Dan Turèll (1946–1993) fue un escritor extremadamente prolífico, que posiblemente sea recordado sobre todo por sus doce historias de detectives, la primera de las cuales, Mord i mørket («Asesinato en la oscuridad») fue publicado en 1981; la última, Mord i San Francisco («Asesinato en San Francisco»), en 1990. Pero también escribió una novela autobiográfica apasionada, Vangede billeder («Imágenes de Vangede », 1975), así como muchas colecciones de poesía moderna.
Leif Davidsen (nacido en 1950) trabajó principalmente desde España y Rusia como periodista independiente para Danmarks Radio y una serie de periódicos daneses. En la actualidad es más conocido por ser el autor de una serie de emocionantes novelas de suspense, varias de las cuales combinan política con espionaje en Europa del Este. Su primer libro, publicado en 1984, fue seguido por otros ocho, que inmediatamente se hicieron populares en Dinamarca y posteriormente en el extranjero. Los libros Den russiske sangerinde («El cantante ruso», 1988), Den serbiske dansker («El danés serbio», 1996) y Lime's billede («La fotografía de Lime», 1998) han sido llevados al cine o la televisión. Su libro más reciente, publicado en danés en 2008, es På udkig efter Hemingway («Buscando a Hemingway»), es una historia de espionaje basada en Cuba.
Bjarne Reuter (nacido en 1950) es un autor extremadamente productivo y popular, especialmente en la iteratura infantil. Muchas de sus historias ha sido filmadas, incluyendo Zappa (1977) y Busters Verden («El mundo de Buster», 1979). La mayoría de sus libros transcurren en las décadas de 1950 y 60 en Copenague.

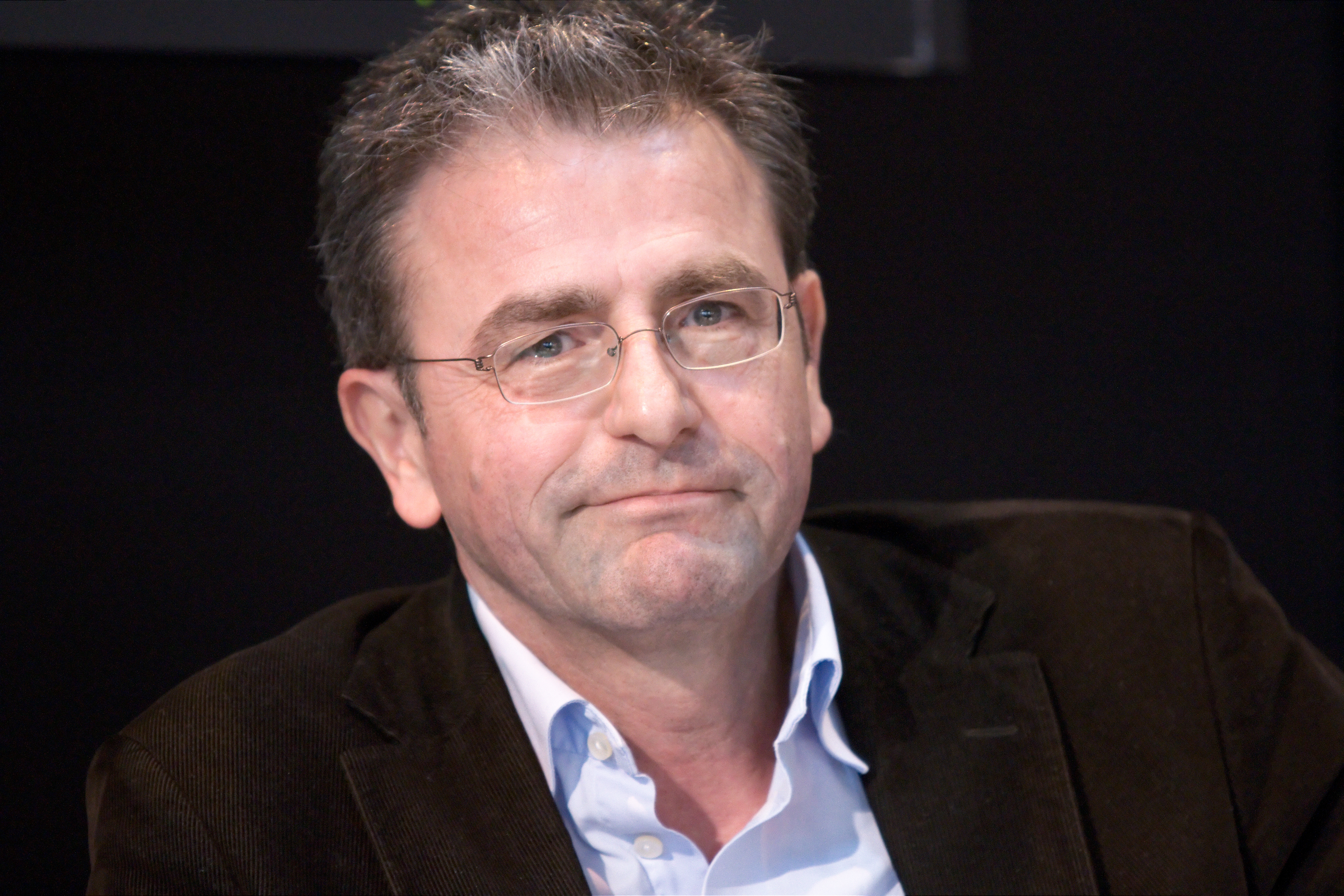
Jens Christian Grøndahl.

Peter Høeg (nacido en 1957) comenzó su carrera literaria en 1988 con la novela Forestilling om det tyvende århundrede («La historia de los sueños daneses») cuyos vistosos personajes participan en la transición danesa al estado moderno del bienestar. Pero fue con La señorita Smila y su especial percepción de la nieve el que le dio la fama. Filmado como película en 1997, cuenta la historia de Smilla, una groenlandesa, que ayuda a resolver el misterio de un chico que muere al caer de un tejado a la nieve que había debajo. Casi igual de populares son sus novelas De måske egnede (1994), Kvinden og aben («La mujer y el mono», 1996) y Den stille pige («La chica silenciosa», 2007).
Jens Christian Grøndahl (nacido en 1959) comenzó su carrera literaria en 1985 con novelas del complejo estilo del nouveau roman francés. Su primer éxito llegó en 1998 con la novela de estructura más tradicional Lucca, mucho más accesible. La comprensión psicológica de Grøndahl en las relaciones amorosas entre personas de diferente edad lo ha convertido en unos de los novelistas daneses modernos más apreciados.
Otros autores contemporáneos famosos son:
- Benny Andersen (nacido en 1929), el poeta favorito de Dinamarca, cuya colección de poemas Samlede digte (1998) ha vendido más de 100.000 copias.[17]
- Jane Aamund (nacida en 1936) cuya popularidad proviene sobre todo de sus obras autobiográficas, teñidas de erotismo, que fueron best-sellers en la década de 1990.[18]
- Anders Bodelsen (nacido en 1937) cuya obra incluye novelas de suspense sobre personas de clase media, enfrentadas a tendencias materialistas.[19]
- Christian Kampmann (1939–1988) cuyas novelas muestran las clases medias altas en la Dinamarca de la posguerra.[20]
- Svend Aage Madsen (nacido en 1939) cuyas novelas combinan el realismo con la fantasía, incluye Tugt og utugt i mellemtiden («Vicio y virtud en el medio tiempo», 1976).[21]
- Dea Trier Mørch (1941–2001) que ganó fama internacional en 1976 con su novela Vinterbørn («Los niños del invierno») sobre las preocupaciones y las dificultades de las mujeres en relación con el embarazo y el nacimiento de los hijos.[22]
- Jakob Ejersbo (1968–2008) cuyo mayor éxito es una trilogía basada en Tanzania, que consiste en dos novelas, Eksil («Exilio») y Liberty, y una serie de historias cortas, Revolution, que revelan las condiciones básicas y los anhelos de la existencia humana.[23]
- Jussi Adler-Olsen (nacido en 1950) se convirtió en un autor de supeventas en 1997 con su primera novela Alfabethuset, seguida de otras novelas de suspense igualmente exitosas, entre las que se incluye Flaskepost fra P («Mensaje en una botella», 2009).[24]

## Últimas tendencias
En 2002 se vendieron unos 30 millones de libros en Dinamarca, lo que equivale a seis por cada danés, aunque uno de cada cinco era en inglés, quizás indicando una tendencia peligrosa. Las estadísticas de 2009 indican que el mercado del libro, al igual que otros sectores, ha sufrido una reducción del 9,1% de las ventas, aunque el último trimestre del año la disminución fue menor, solamente del 5,8%. Estos datos cubren tanto el sector privado como el público, incluyendo una sorprendente disminución de ventas de libros a escuelas. Los datos de clubes de libros muestran una disminución de ventas del 19,5% para todo el año, la peor disminución del sector. Se esperaba que los datos mejorasen para el 2010.